# Librem
Librem — линейка компьютеров, выпускаемых Purism, SPC с свободным программным обеспечением. Линейка компьютеров предназначена для выпуска компьютеров с конфиденциальностью и свободой для пользователей, не включая проприетарное программное обеспечение в операционную систему, и не включая Intel Active Management Technology, и постепенно защищая встроенное программное обеспечение. Компьютеры Librem имеют выключатель микрофона, веб-камеры, поддержки Bluetooth или Wi-Fi, и также может быть включена физическая изоляция.

## Изготовленные модели
В настоящее время существуют две последние модели ноутбуков: Librem 13 (версия 2) и Librem 15 (версия 3). В конце 2016 года, компания Purism объявила, что она будет готовиться перейти от подхода к производству к заказу новых версий Librem 13 и 15. Планшет Librem 11 запланирован и доступен для предзаказа, но не имеет точной даты доступности по состоянию на апрель 2017 года. Purism также планирует выпустить смартфон, который может быть частью линейки Librem.

## Операционные системы
Первоначально планируя использовать в ноутбуках Librem операционную систему Trisquel, Purism в конечном итоге отказалась от использования Trisquel, чтобы основывать на Debian свою операционную систему PureOS. До продаж ноутбуков с PureOS, ноутбуки Librem первоначально стали продаваться с предустановленной Qubes OS, но в июле 2017 года, компания Purism объявила, что больше не будет выпускать ноутбуки Librem с Qubes OS. В декабре 2017 года, Фонд свободного программного обеспечения добавил PureOS в список свободных дистрибутивов Linux.

## BIOS
В 2015 году Purism начала исследования по портированию coreboot на Librem 13, но исследования были остановлены. К концу 2015 года разработчик Coreboot завершил портирование программы для Librem 13, и представил эту версию. В декабре 2016 года разработчик аппаратного обеспечения Purism Юнес Алауи присоединился к Purism, и ему было поручено завершить порт Coreboot для оригинального Librem 13 и подготовить портирование для второй версии устройства. С лета 2017 года новые ноутбуки Librem поставляются с Coreboot в качестве стандартного BIOS, в то время как некоторые более старые модели могут быть обновлены.

## Телефоны
Компания Purism планирует выпустить смартфон Librem 5 в январе 2019 года. Смартфон будет работать со свободным программным обеспечением, а операционной системой Librem 5 будет PureOS, но смартфон также будет работать с Plasma Mobile от KDE или с Ubuntu Touch.